# یانگشو (استان لهستان بزرگ‌تر)
یانگشو (به لاتین: Janiszew) یک روستا در لهستان است که در گمینا بروزو واقع شده‌است.
 یانگشو ۷٫۱۷ کیلومتر مربع مساحت و ۲۸۵ نفر جمعیت دارد.